# Inre-Kroktjärnen (Degerfors socken, Västerbotten)
Inre-Kroktjärnen är en sjö i Vindelns kommun i Västerbotten och ingår i Umeälvens huvudavrinningsområde.